# WFAA
WFAA es un canal de televisión en el área metropolitana de Dallas-Fort Worth metroplex en Texas, Estados Unidos. WFAA-TV, Inc. es un canal de Tegna Inc. WFAA tiene su oficina en Downtown Dallas. WFAA está afiliado a American Broadcasting Company.
WFAA es la mayor estación de televisión afiliada a ABC que no es propiedad de esa respectiva cadena de televisión. También es una de las mayores estaciones de televisión de las 4 mayores telecadenas (ABC, CBS, NBC y FOX) en no ser propiedad de esas mismas. Así mismo, WFAA y KDAF (Canal Filial de The CW, Canal 33) son las dos únicas estaciones de televisión en no ser propiedad de sus respectivas de Televisión.
La estación tiene licencia para Dallas y sus estudios y oficinas están ubicadas en centro de la ciudad junto a la Oficina de The Dallas Morning News, con quien se fue copropietario de 1950 a 2008 y en el desarrollo del Parque de la victoria junto al American Airlines Center, donde se filmó la muestra por la mañana y el mediodía. La estación tiene pequeñas oficinas en el Condado de Collin en Dr. Pepper Ballpark y en el Condado de Tarrant, cerca del centro de Fort Worth. Ambas oficinas rara vez se utilizan para el rodaje por sus reporteros. Su transmisor se ubica en Cedar Hill, Texas.

## Biografía
La estación comenzó su teledifusión en 17 de septiembre de 1949 bajo las siglas de KBTV, era una filial de la cadena DuMont y propiedad de Lacy-Potter TV Broadcasting Company, parcialmente controlado por el magnate del petróleo de Texas Tom Potter. La frecuencia de canal 8 en Dallas fue la tercera estación de TV en Texas detrás de WBAP-TV (ahora KXAS-TV, canal 5) de Fort Worth y KLEE-TV (ahora KPRC-TV, Canal 2) de Houston. Fue el segundo en el metroplex de Dallas/Fort Worth y el primero con licencia para Dallas.
La estación se convirtió en WFAA-TV el 21 de marzo de 1950. poco después, A.H. Belo Corporation lo adquirió de Lacy-Potter por $575.000 (la aprobación de la FCC ha sido en 13 de marzo de 1950) en medio de una crisis de licitaciones por FCC que fue desde 1948 a 1952. su indicativo de señal fue tomada de su en aquel entonces nueva estación de radio hermana WFAA (570 AM, ahora KLIF). Las siglas WFAA habrían tenido significado de "Working For All Alike," ("Trabajando para todos por igual,"), y más tarde, la estación de radio propiamente se denominó como: "The World's Finest Air Attraction" ("La Atracción Al Aire Más Fina Del Mundo"). Las siglas de KBTV, después, fueron tomadas por otras estaciones de televisión que nada tienen que ver con WFAA: De 1953 a 1983 por la actual KUSA-TV en Denver, y de manera actual: El canal 4 de Beaumont. WFAA es una de las pocas estaciones de televisión al oeste del río Misisipi con letras comenzando con la W, la Federal Communications Commision normalmente asigna las estaciones al oeste del Misisipi letras que comienzan con K; W es utilizado al este del Misisipi. La razón que WFAA es diferente es que su sigla proviene de su estación de radio WFAA (AM), cuyo indicativo es anterior a esta política de la FCC.
Además de la afiliación de DuMont, KBTV era también afiliada a la cadena de televisión de corta vida llamado Paramount Television Network; la estación tenía un acuerdo para transmitir al aire 4,75 horas de programación de la Paramount por semana en 1949. En 1950, la estación cambió su primaria afiliación a NBC, y también tomó la afiliación de ABC en secundario. DuMont ha cerrado in 1955 después de varios factores de sus relaciones con Paramount, y NBC desapareció de la programación en 1957 cuando WBAP-TV impulsó su señal para cubrir a Dallas, haciendo a WFAA, afiliada a ABC en el mercado. En la temporada 1958-1959, WFAA grabó en vídeo para una audiencia nacional, el Reality Show policiaco de ABC creado por Jack Wyatt, Confesión, en el que varios criminales explican por qué rechaza las costumbres de la sociedad y a la anarquía.
WFAA fue la primera estación para dar la noticia de que el Presidente Kennedy había sido asesinado el 22 de noviembre de 1963 dos cuadras al norte de la estación de televisión cerca de la Plaza Dealey fuera del Texas School Book Depository. La estación realizó la primera entrevista de televisión en directo con Abraham Zapruder, que disparó la famosa película de Zapruder, que fue procesada en laboratorio de fotografía de WFAA, aproximadamente una hora y media después de la muerte del Presidente. WFAA y su unidad remota vivo alimentan mucha cobertura del asesinato y sus consecuencias para la cadena ABC durante los próximos cuatro días. El sorprendente e inesperado tiro del acusado asesino Lee Harvey Oswald por Jack Ruby en el sótano de la sede de la policía de Dallas, sin embargo, no fue por NBC transmitido en vivo (como otros)) o en cinta (como en CBS un minuto más tarde) por WFAA y ABC como su carro en vivo fue colocado en otros lugares al tiempo. Así, ABC sólo fue capaz de mostrar material de archivo de noticiero tardía del evento histórico. WFAA había adquirido un camión totalmente equipada, antes del asesinato de JFK el estudio fue transmitido en vivo, pero el carro no fue lanzado para el desfile por el centro de Dallas. Después del asesinato, los funcionarios dijeron que el costo habría sido demasiado grande para el Departamento de noticias compensar las instalaciones de producción para su uso.
Como noticiero local se convirtió en una presentación más pulida, WFAA fue conocido como una estación terrestre de ruptura en el periodismo televisivo, así como para muchos de los avances tecnológicos incluyendo: la primera redacción informatizada, primera estación del mercado con un helicóptero en cobertura, camiones en vivo, microondas para transmisión en vivo, uso de camiones de uplink satelital para emisoras de todo el estado y la nación y mucho más. WFAA fue la primera estación de televisión nacional para hacer uso de la capacidad de satélite internacional, emite un programa en vivo desde París, Francia, en 1969 que consiste en entrevistas con las esposas de los prisioneros de guerra estadounidense en Vietnam. El programa estaba anclado por la tarde por Martin Murphy. Tal vez fue la primera en la nación para poner videoreportajes grabados del campo en el aire (la película fue utilizada casi exclusivamente en las noticias locales hasta finales de los 70 y principios de los 80), transmitiendo la llegada del Presidente Richard Nixon en Dallas Love Field, dentro de 30 minutos de su llegada en 1969. (Una grabadora de videocasetes de Sony fue para uso en el hogar fue presionada en servicio para esta emisión presentada regular, y el Noticiero de medianoche). WFAA ha descubierto importantes historias en la década de 1980 incluyendo información que llevaría al equipo de fútbol del SMU teniendo la "pena de muerte" a mediados de la década de 1980, así como la primera investigación de grandes medios de comunicación en América del escándalo Savings & Loan arraigada en Texas.
WFAA-TV comenzó su ascenso a la dominación de noticias en Dallas durante la década de 1960 y 1970 bajo la dirección del gestor de noticias Travis Linn, quien había sido Director de noticias de radio WFAA previamente. Linn más tarde se convirtió en jefe de la Oficina de CBS News en Dallas antes de convertirse en profesor y Decano del programa de periodismo en la Universidad de Nevada en Reno. Bajo Linn, la estación de noticias expandió a las cuatro y media horas al día, incluyendo una mañana gran bloque (antes de la creación de Good Morning America de ABC) y una sin precedentes una hora programación en 22 cada lunes a viernes, así como un noticiero de 15 minutos a la medianoche cuatro noches por semana. Basándose en este éxito, WFAA había dominado las calificaciones de mercado para noticias locales desde mediados de los 70 a finales de los 90, con conducciones incluidas de Tracy Rowlett, Iola Johnson, Bob Gooding, Martin Murphy, Judi Hanna, John Criswell, Chip Moody, John McCaa, Gloria Campos, Lisa McRee, Verne Lundquist, Dale Hansen y Troy Dungan. Canal 8 dio enfoque a las noticias que durante este período se caracterizó por un agresivo, todo el compromiso para obtener la historia y para presentarlo en detalle gráfico, visual. La estación fue recompensada con algunas de las calificaciones más altas de cualquier estación local en un mercado de grandes medios de comunicación. Otras personas notables, que una vez trabajó en el canal 8 incluyen Scott Pelley, anfitrión actual de CBS Evening News, después fue David García, quien llegó a ser un reportero de la red de ABC News, Mike Lee, que cubre noticias en Europa durante muchos años en la Oficina de Londres de ABC News, Doug Terry, quien se convirtió en un reportero y productor fundador en NPR All Things y creado varios servicios de noticias de televisión sede en Washington, y por último, Don Harris, quien fue asesinado en el inicio de los suicidios de la masacre de Jonestown y en Guyana, América del Sur, en 1978. Harris estaba trabajando para NBC News en el tiempo. Ex Director de noticias y Vicepresidente de Noticias de Belo Haag Marty se atribuye hacia el Departamento de noticias de la estación por dominancia de índices de audiencia y prominencia nacional, así como para convencer a la titularidad del Dallas Morning News para permitir mucho mayor gasto en noticias en WFAA que nunca visto antes, sobrepasando los presupuestos de otras estaciones rivales locales. Haag fue honrado con un especial Lifetime Achievement George Foster Peabody Award, poco antes de su muerte[cita requerida]. WFAA fue pionera en servicios a la comunidad con reuniones en todo el norte de Texas a través de su programa "Family First" (F1). Family First comenzó en 1993 y sigue siendo una parte importante del compromiso de la estación al servicio a la comunidad.
WFAA se convirtió en la primera estación de televisión en América en transmitir una señal digital en un canal VHF (Canal 9 TDT) el 27 de febrero de 1998 a las 14:17 y tiene la distinción de radiodifusión el primer programa de noticias locales de la nación en HDTV. Cuando la señal digital de la emisora estaba al aire, su frecuencia ya estaba en uso por hospitales de Dallas y hubo interferencia con el equipo médico.
La estación también es una de los pocas afiliadas a ABC para transmitir en HD en formato 1080i. otros filiales de ABC transmiten en 720p. Alguna programación es transmitida desde los elegantes estudios de la estación en Victory Park (News 8 Daybreak, Good Morning Texas, News 8 Midday, News 8 at 5 and 6 p. m., y también cuando se celebra un evento importante en la Victory Park).
WFAA no tenía el logotipo de su filial actual en su marca hasta el 2007. En 2008, Belo decidió dividir sus intereses de radiodifusión y periódicos en empresas separadas. WFAA permaneció con el lado de la radiodifusión, que conservó el nombre de Belo Corp., mientras que los periódicos (incluyendo The Dallas Morning News) se convirtió en la A.H. Belo Corporation con el mismo nombre. Sin embargo, los ex primos corporativos todavía tienen una asociación de noticias.

## Televisión digital terrestre
Tomando en cuenta todo lo anterior, la señal digital estación está multiplexada.
| Canal | Video | Aspecto | Indicativo PSIP | Cadena de TV                  | Programación                       |
| ----- | ----- | ------- | --------------- | ----------------------------- | ---------------------------------- |
| 8.1   | 1080i | 16:9    | WFAA            | ABC                           | Programación principal de WFAA/ABC |
| 8.2   | 480i  | 16:9    | AccuWX          | The Local AccuWeather Channel | The Local AccuWeather Channel      |
| 8.3   | 480i  | 16:9    | Crime           | True Crime Network            | True Crime Network                 |
| 8.4   | 480i  | 16:9    | Quest           | Quest                         | Quest                              |
| 8.5   | 480i  | 16:9    | ShopLC          | Shop LC                       | Shop LC                            |

WFAA también tiene una señal TDT móvil en el subcanal 8.1, su radiodifusión es a 1,83 Mbit/s.
Previamente, su canal 8.2 ha transmitido "News 8 Now" (anteriormente conocido como "Xpress 8.2"). ha transmitido el radar meteorológico, Noticias regulares, actualizaciones y titulares en un rastreo y ocasional en su programación en vivo. Esta programación en vivo había incluido ABC News Now. Este subcanal también pudo ser utilizado para la programación especial, especialmente la temporada de huracanes, cuando fue usado para el atraso de WWL-TV en Nueva Orleans por los huracanes Katrina en 2005 y Gustav en 2008; y KHOU-TV en Houston por huracán Ike en 2008. WWL-TV y KHOU-TV son estaciones de WFAA. Mientras se visualiza el radar Doppler weather, transmite la estación KEC56 de la Radio Meteorológica de la NOAA en Dallas. También utiliza el KEC55 de la NOAA en Fort Worth y KXI87 en Corsicana como fuentes alternas. El 30 de abril de 2011, EL canal secundario de WFAA pasado a AccuWeather de su anterior formato como News 8 Now.
Su subcanal 8.3 originalmente llevaba This TV hasta el 8 de noviembre de 2010. WFAA colocó a Live Well Network en su lugar en el 8.3 al día siguiente.
El 7 de diciembre de 2010, This TV fue movido a KDAF canal 33.3.

### Apagón analógico
El apagón analógico tomó lugar en 12 de junio de 2009 a las 12:03 p. m. and WFAA-DT has moved to channel 8 (formerly the analog WFAA-TV). Los últimos momentos de la señal analógica de WFAA incluyeron sus primeros días de difusión, seguidos por momentos históricos capturados en cinta (como narrado por Pete Delkus), incluyendo su video de cierre utilizado en la década de 1970, así como la despedida analógica.
El 23 de diciembre de 2009, WFAA presentó una solicitud a la FCC para aumentar su potencia efectiva radiada (ERP) de un 45 kW con una antena omnidireccional para unos 55 kW con una antena direccional. La razón para el aumento de la potencia es porque algunos espectadores por aire están teniendo dificultades para recibir la señal de la emisora en el canal 8.

## Programación
Como afiliado de ABC, WFAA transmite noticias de entretenimiento sindicados y talk-shows, además de sus noticieros y programación de horario estelar de ABC. Sin embargo, como afiliado no propiedad de la propia red, WFAA ocasionalmente aparte 30 a 60 minutos del horario estelar para sus propios especiales producidos localmente.Como resultado, programas de ABC que se omitieron esa noche o lo contrario retrasado por noticias impulsadas localmente se transmitirá en la madrugada.
WFAA transmite The Chew sobre una base de día subyacente a las 11 en lugar del tiempo recomendado de las 12 (anteriormente, All My Children fue transmitido en esa hora antes del 27 de septiembre de 2011), esto se debe a que la emisora tenía un noticiero de una hora al mediodía durante la hora del mediodía.
WFAA emite el bloque después de la edición del sábado de la madrugada de News 8. WFAA también transmite "Anderson" a las 15 seguido por The Dr. Oz Show.
Durante años, Jeopardy! y Wheel of Fortune fueron emitidos en el canal 8. Después de 18 años de transmitirse Wheel of Fortune a las 18:30, WFAA lo dejó de transmitir en el otoño de 2005 a favor de Entertainment Tonight; había caído Jeopardy! al mismo tiempo. Ambos concursos fueron trasladados a la estación de propiedad de CBS KTVT.
Hasta el 12 de septiembre de 2011, WFAA ha emitido Jimmy Kimmel Live! media hora más tarde de su horario recomendado (11:00 p. m. CST). Fue debido a la emisión de The Insider en su lugar.